# 彭山隧道
彭山隧道為位於新北市石碇區及坪林區的公路隧道，總長3,800餘公尺，為蔣渭水高速公路路段之一部分，南下線為3,861公尺及北上線為3,806公尺，採雙孔雙向設計，南北向各設置雙車道，而隧道內限速80公里，已竣工及已通車。彭山隧道以鑽炸法施工為主，雙孔隧道間每350公尺設人行聯絡隧道, 每1,400公尺設車行聯絡隧道。